# Меліса О'Рурк
Пані Меліса О'Рурк (англ. Melissa O'Rourke) — австралійська дипломатка. Надзвичайний і Повноважний Посол Австралії в Україні (з вересня 2017 і до грудня 2020).

## Життєпис
Меліса О'Рурк має ступінь магістра міжнародного права, здобутий в Австралійському національному університеті. Вона також є магістром міжнародних відносин і азійської політики Університету Квінсленда, бакалавром міжнародного бізнесу Технологічного університету Квінсленда та має ступінь бакалавра гуманітарних наук з відзнакою, здобутий в Університету Квінсленда[джерело?].
Працювала в представництвах Австралії в Брюсселі, Бангкоку. Працювала директором секцій ООН та Співдружності націй. Була також радником-посланцем посольства Австралії в РФ.. Працювала заступником голови місії у посольстві Австралії у Москві. Була повіреною у справах Австралії в РФ.
30 травня 2017 року — призначена Надзвичайним і Повноважним Послом Австралії в Києві. Прибула до України у вересні 2017 року.
28 листопада 2017 року — вручила вірчі грамоти Президенту України Петрові Порошенку.